# Экономика Ирака
Основу экономики Ирака составляют добыча и экспорт нефти:  в наше время нефтяной сектор обеспечивает около 99,7 % валютных поступлений страны.
Ранее аграрная, экономика Ирака быстро развивалась после революции 14 июля 1958 года (индустриализации и развития инфраструктуры (электрификация, ирригационные проекты, строительство железных и автомобильных дорог в 1970-х годах) и к 1980 году Ирак стал третьей по величине экономикой на Ближнем Востоке.
В 1980-е годы финансовые проблемы, вызванные крупными расходами в ирано-иракской войне и повреждением Ираном мощностей по экспорту нефти, привели к тому, что правительство приняло меры жесткой экономии; после окончания военных действий в 1988 году экспорт нефти постепенно увеличивался, благодаря строительству новых трубопроводов и восстановлению поврежденных. После войны в Персидском заливе 1991 года экспорт нефти вновь резко (на 3/4) сократился.
После вторжения США в 2003 году, несмотря на усилия временной администрации, путём  приватизации и сокращения внешнего долга, его экономика продолжала снижаться. Доходы правительства восстановились с 2009 года, вместе с мировыми ценами на нефть.

## Общая характеристика
Экспорт углеводородов дает около 98 % дохода в госбюджет страны (2000-е).
Инфляция последовательно снижалась с 2006 года, поскольку ситуация с безопасностью улучшилась. Тем не менее, иракским лидерам по-прежнему трудно трансформировать макроэкономические достижения в улучшение жизни простых иракцев. 
Безработица остается проблемой по всей стране.

### ВВП

ВВП Ирака в номинальном выражении с 1960 по 2010 гг.

Валовой внутренний продукт (ВВП) Ирака по данным Международного валютного фонда (МВФ) (в млрд долл. США):
| 2004   | 2005   | 2006   | 2007   | 2008   | 2009   | 2010   |
| ------ | ------ | ------ | ------ | ------ | ------ | ------ |
| 25,769 | 31,386 | 45,082 | 56,987 | 86,531 | 65,193 | 82,150 |

## История
Ранее аграрная, экономика Ирака быстро развивалась после революции 14 июля 1958 года, свергнувшей иракскую монархию Хашимитов. 
К 1980 году Ирак стал третьей по величине экономикой на Ближнем Востоке, это произошло отчасти благодаря успешным инициативам иракского правительства по индустриализации и развитию инфраструктуры в 1970-х годах, которые включали ирригационные проекты, строительство железных и автомобильных дорог, а также электрификацию сельских районов.
За счёт доходов от экспорта нефти и газа экономика Ирака динамично развивалась.
16 июля 1979 года к власти в стране пришёл Саддам Хусейн. 29 декабря 1979 США объявили Ирак «страной-спонсором терроризма»[уточнить] и ввели эмбарго на поставки вооружения и торгово-экономические санкции в отношении Ирака. Торгово-экономические санкции оказали отрицательное воздействие на экономику страны.
После начала 22 сентября 1980 года ирано-иракской войны экономика страны начала деградировать и быстро пришла в упадок, одновременно снижался уровень жизни обычного населения.
В 1980-е годы финансовые проблемы, вызванные крупными расходами в ирано-иракской войне и повреждением Ираном мощностей по экспорту нефти, привели к тому, что правительство баасистов приняло меры жесткой экономии, заняло значительные заимствования, а затем перенесло выплаты по внешнему долгу; Ирак понес от войны экономические потери в размере не менее 80 миллиардов долларов. После окончания военных действий в 1988 году, экспорт нефти постепенно увеличивался благодаря строительству новых трубопроводов и восстановлению поврежденных объектов, но после войны в Персидском заливе 1991 года вновь резко сократился, сократившись до 1/4 своего валового внутреннего продукта 1980 года и продолжая снижаться от послевоенных международных санкций, пока не получила помощь от Программы ООН «Нефть в обмен на продовольствие» в 1997 году.
2-4 августа 1990 года Ирак оккупировал Кувейт. Вслед за этим США, Великобритания и Франция арестовали иракские счета в своих банках и ввели эмбарго на поставки оружия Ираку. Ирак оказался в международной изоляции.
17 января 1991 года началась война в Персидском заливе, которая имела тяжёлые последствия для экономики страны.
Вследствие экономических санкций и эмбарго в 90-х годах торгово-экономическая активность в стране стремительно снижалась.
В 1995 году под эгидой ООН была начата программа «Нефть в обмен на продовольствие».
Вторжение США в Ирак в марте 2003 года и последовавшая затяжная война привели к дальнейшей дестабилизации экономики страны, несмотря на усилия временной администрации коалиции по модернизации экономики Ирака, путем приватизации и сокращения его внешнего долга — экономика продолжала снижаться из-за продолжающегося насилия, неэффективного управления экономикой и нехватки нефти, вызванной устаревшей технологией. 
Однако, после этого наблюдается стабильный рост, который был ненадолго прерван в 2009 году по причине мирового финансового кризиса.
С середины 2009 года доходы от экспорта нефти вернулись к уровню, который наблюдался до операции «New dawn», а доходы правительства восстановились вместе с мировыми ценами на нефть.
15 декабря 2010 года СБ ООН отменил торгово-экономические санкции, наложенные на Ирак в 1990 году.
Улучшение условий безопасности и начальная волна иностранных инвестиций помогают стимулировать экономическую активность, особенно в секторах энергетики, строительства и розничной торговли. Более широкое экономическое улучшение, долгосрочное финансовое состояние и устойчивое повышение уровня жизни по-прежнему зависят от того, как правительство проведет крупные политические реформы, и от продолжающегося освоения огромных запасов нефти в Ираке. Хотя иностранные инвесторы смотрели на Ирак с возрастающим интересом в 2010 году, большинству из них всё ещё мешают трудности с приобретением земли для проектов и другие нормативные препятствия.

## Сельское хозяйство
Площади, пригодные для земледелия, составляют в стране ок. 5450 тыс. га, или 1/8 всей её территории. До 4000 тыс. га занято пастбищами. 
На остальной части Ирака сельское хозяйство невозможно из-за засушливости или засоления почв, в том числе вызванного недостаточной дренированностью ранее охваченных ирригацией земель. К главным сельскохозяйственным культурам относятся пшеница и ячмень, под которые отводится половина пахотных угодий, в основном во влажных северных районах. Животноводство в основном представлено разведением овец и коз.
Сельскохозяйственный сектор Ирака страдает от нехватки пресной воды. Специалисты прогнозируют, что до 25 % крестьян на юге Ирака могут покинуть свои дома из-за нехватки воды и истощения земли. Летом 2018 из 10 млн акров земли были обработаны лишь 150 тыс.

## Промышленность
В 1970-е — 1980-е СССР оказывал помощь в развитии промышленности Ирака (см. также Советские специалисты за рубежом).

### Нефтегазовая промышленность
Ирак располагает третьими в мире разведанными запасами углеводородов. 
Он, обладая вторыми по величине доказанными запасами нефти в мире (112 млрд баррелей), входит в число ведущих нефтяных государств мира .
По иракским официальным данным на 2010 год — доказанные запасы нефти в Ираке повысились до 143,1 миллиарда баррелей.
По состоянию на 2014 год запасы «черного золота» страны составили 20,2 млрд тонн (по данным «Статистического обзора мировой энергетики – 2015», Statistical Review of World Energy 2015), если ориентироваться на этот показатель, то по величине запасов Ирак занимает пятое место в мире – после Венесуэлы, Саудовской Аравии, Канады и Ирана.
Газовые месторождения:  три достаточно крупных, образующих неправильный треугольник на юге Ирака (в т.ч. Аккас, расположенный на западе страны недалеко от границы с Сирией; открыто в начале 1990-х, оценивается в 159 млрд кубометров газа).

#### Нефтедобыча
Северная (NOC) и Южная (SOC) нефтедобывающие государственные компании Ирака обладают монопольным правом на разработку местных месторождений нефти.
Подчиняются они напрямую Министерству нефти.
При этом южные месторождения Ирака, находящиеся в управлении SOC, производят около 1,8 млн баррелей нефти в день, что составляет почти 90 % всей добываемой в Ираке нефти.
В конце 2010-х Ирак пытается заметно ускорить темпы разработки нефтяных месторождений, которые он разделяет с Ираном.
В 2011 году Багдад, вероятно, увеличит экспорт нефти выше текущего уровня в 1 900 000 баррелей (300 000 кубометров) в день в результате новых контрактов с международными нефтяными компаниями, но, вероятно, не достигнет 2 400 000 баррелей (380 000 кубометров) в день, это прогнозирование в своем бюджете. Недавние контракты Ирака с крупными нефтяными компаниями потенциально могут значительно увеличить доходы от нефти, но Ираку нужно будет модернизировать свою нефтеперерабатывающую, трубопроводную и экспортную инфраструктуру, чтобы эти сделки могли реализовать свой потенциал.
экспорт
Экспорт углеводородов дает около 98 % дохода в госбюджет страны (2009) (см. нефтедоллары).
Так, доходы Ирака от экспорта нефти с начала 2009 года по состоянию на 1 августа 2009 года составили 20 млрд долларов.
Контракты 2009 года на разработку нефтяных месторождений
В промежутке между июнем 2009 года и февралём 2010 года Министерство нефти Ирака провело одну из крупнейших в своей истории распродажу прав на разработку нефтяных месторождений. На тендер были выставлены одни из самых больших в стране 8 нефтяных и 2 газовых месторождения. Результаты тендера транслировались в прямом эфире иракского телевидения. Несмотря на это, некоторые контракты оспариваются правительством Багдада.
| Месторождение | Компания   | Страна         | Регион | Форма собственности компании | Доля в месторождении | Доля в увеличении производства | Комиссия за обслуживание (за баррель) | Валовая выручка на пике производства (млрд $/год). | Ссылки                                                                                              |
| ------------- | ---------- | -------------- | ------ | ---------------------------- | -------------------- | ------------------------------ | ------------------------------------- | -------------------------------------------------- | --------------------------------------------------------------------------------------------------- |
| Majoon        | Shell      | Великобритания | Европа | Публичная                    | 45 %                 | 0,7875                         | 1,39                                  | 0,4                                                | BBC Архивная копия от 7 марта 2012 на Wayback Machine                                               |
|               | Petronas   | Малайзия       | Азия   | Государственная              | 30 %                 | 0,525                          | 1,39                                  | 0,266                                              | Khaleej Times                                                                                       |
| Halfaya       | CNPC       | Китай          | Азия   | Государственная              | 37,5 %               | 0,525                          | 1,39                                  | 0,102                                              | Upstream Архивная копия от 12 января 2016 на Wayback Machine                                        |
|               | Petronas   | Малайзия       | Азия   | Государственная              | 18,75 %              | 0,099                          | 1,4                                   | 0,051                                              | Upstream Архивная копия от 26 сентября 2012 на Wayback Machine                                      |
|               | Total      | Франция        | Европа | Публичная                    | 18,75 %              | 0,099                          | 1,39                                  | 0,051                                              | |
| Румайла       | BP         | Великобритания | Европа | Публичная                    | 37,5 %               | 0,7125                         | 2                                     | 0,520                                              | Business Week Архивная копия от 12 января 2012 на Wayback Machine                                   |
|               | CNPC       | Китай          | Азия   | Государственная              | 37,5 %               | 0,7125                         | 1,39                                  | 0,520                                              | |
| Zubair        | Eni        | Италия         | Европа | Публичная                    | 32,81 %              | 0,328                          | 2                                     | 0,240                                              | Business Week Архивная копия от 1 февраля 2012 на Wayback Machine                                   |
|               | Occidental | США            | США    | Публичная                    | 23,44 %              | 0,2344                         | 2                                     | 0,171                                              | Iraq Business News Архивная копия от 19 октября 2011 на Wayback Machine                             |
|               | KOGAS      | Корея          | Азия   | Государственная              | 18,75 %              | 0,1875                         | 2                                     | 0,137                                              | Business Week Архивная копия от 7 октября 2011 на Wayback Machine                                   |
| West Qurna 2  | Lukoil     | Россия         | Россия | Публичная                    | 56,25 %              | 1,0125                         | 1,15                                  | 0,425                                              | Business Week Архивная копия от 1 февраля 2012 на Wayback Machine                                   |
|               | Statoil    | Норвегия       | Европа | Государственная              | 18,75 %              | 0,3375                         | 1,15                                  | 0,142                                              | Statoil Архивная копия от 25 января 2012 на Wayback Machine                                         |
| Бадра         | Газпром    | Россия         | Россия | Государственная              | 30 %                 | 0,051                          | 5,5                                   | 0,102                                              | Business Week Архивная копия от 25 января 2012 на Wayback Machine                                   |
|               | Petronas   | Малайзия       | Азия   | Государственная              | 15 %                 | 0,0255                         | 5,5                                   | 0,051                                              | Upstream Архивная копия от 7 октября 2011 на Wayback Machine                                        |
|               | KOGAS      | Корея          | Азия   | Государственная              | 23 %                 | 0,03825                        | 5,5                                   | 0,077                                              | Upstream Архивная копия от 7 октября 2011 на Wayback Machine                                        |
|               | TPAO       | Турция         | Азия   | Государственная              | 8 %                  | 0,01275                        | 5,5                                   | 0,026                                              | |
| West Qurna 1  | Exxon      | США            | США    | Публичная                    | 60 %                 | 1,2276                         | 1,9                                   | 0,851                                              | Архивная копия от 29 декабря 2011 на Wayback Machine // CBS News                                    |
|               | Shell      | Великобритания | Европа | Публичная                    | 15 %                 | 0,3069                         | 1,9                                   | 0,213                                              | Alfred Donovan’s blog Архивная копия от 29 февраля 2012 на Wayback Machine (royaldutchshellplc.com) |

Примечания:
1. Правительство Ирака оставляет за собой 25 %-ю долю во всех месторождениях, где были присуждены контракты на разработку.
2. Доля в увеличении производства определена как миллионы баррелей в день, которые подлежат комиссии за обслуживание.
3. Валовая выручка на пике производства является выручкой, которую получит каждая компания по достижении максимальных показателей в производстве нефти (примерно 5—8 лет, в зависимости от месторождения) до вычета операционных расходов, но с учётом расходов по разработке. Выражается в миллиардах долларов США в год[14].

## Энергетика

### Электроэнергетика
На конец 2019 года электроэнергетика Ирака, в соответствии с данными EES EAEC  характеризуется следующими показателями. Установленная мощность–нетто электростанций - 27412 МВт, в том числе: 
тепловые электростанции, сжигающие органическое топливо (ТЭС) - 92,7 %,  
возобновляемые источники энергии (ВИЭ) - 7,3 %. 
Производство электроэнергии-брутто -  95816 млн кВт∙ч, в том числе:  
ТЭС -   98,0 %, 
ВИЭ -  2,0 %.   
Конечное потребление электроэнергии —  44 415  млн кВт∙ч, из которого: 
промышленность -  11,8 %, 
бытовые потребители - 57,6  %, 
коммерческий сектор и предприятия общего пользования -  5,8  %, 
сельское, лесное хозяйство и рыболовство - 1,4 %, 
другие потребители - 23,4 %. 

Показатели энергетической эффективности за 2019 год: душевое потребление валового внутреннего продукта по паритету покупательной способности (в номинальных ценах) — 11 968 долларов, душевое (валовое) потребление электроэнергии — 1136 кВт∙ч, душевое потребление электроэнергии населением — 654 (765?) кВт∙ч. 
Число часов использования установленной мощности-нетто электростанций — 3407 (3844?) часов

## Валютная и банковская система
Денежная единица
Валютой Ирака является иракский динар. 

В 2003 году, с оккупацией Ирака Соединёнными Штатами, произошла денежная реформа: с купюр были убраны портреты Саддама Хусейна.

## Внешняя торговля
В 2017 году, Ирак экспортировал товаров на сумму $60,8 млрд, а импортировал на $29,7 млрд.
Основные экспортные товары:
- Сырая нефть ($57,5 млрд) — 95% от всей стоимости
- Нефтепродукты ($1,47 млрд)
- Золото ($1,4 млрд)
- Природный газ ($92,5 млн)
- Фрукты, в т.ч. финики ($66,7 млн)

Основные импортные товары:
- ювелирные изделия (960 млн долл.)
- упакованные медикаменты ($677 млн)
- мясо птицы ($643 млн)
- автомобили ($629 млн)
- золото ($621 млн)

Главные покупатели: Индия, Китай, США, Южная Корея и Греция.
Главные поставщики: Турция, Китай, Южная Корея, Индия и Бразилия.

## Доходы населения
На 2022 год средняя зарплата в Ираке после вычета налогов составляет 655 000 иракских динар в месяц, что эквивалентно 450 долларам США.